# Mycetozoa
A Mycetozoa nyálkagombák polifiletikus csoportja. Eredetileg monofiletikus csoportnak, kládnak gondolták, de 2010-ben kiderült, hogy a Protosteliales a Conosa polifiletikus csoportja.

## Besorolás
Csoportjai a Dictyostelia, a Myxogastria és a Protosteliales.
Az Amoebozoa része a Mycetozoa, számos más nyálkagomba kétostorú, kivéve az Opisthokonta Fonticula csoportját.

## A kutatásban
A Dictyostelia a sejtkommunikáció és -differenciáció fontos példája, és ezek alapján megismerhető lehet a többsejtűek fejlődése.
A Physarum polycephalum a citoplazma-áramlás kutatásában hasznos. Továbbá a mitózis körüli biokémiai események megismeréséhez is hasznos, mivel közepes plazmódiuma minden sejtmagja egyszerre osztódik. A labirintusokon elterjedve, majd a legrövidebb utat választja ki, ami különleges példa az idegrendszer nélkül történő információfeldolgozásra. A nyálkagomba-plazmódiumokat használják az ivartalan sejtegyesülés genetikájának tanulmányozására. A plazmódiumsejtek mérete a teljes vagy részleges egyesülés felismerését könnyíti.
2006-ban a Southamptoni és a Kóbei Egyetem kutatói egy Physarum által irányított 6 lábú robot építéséről számoltak be. A robotot a természetes élőhelyéhez leginkább hasonló sötét sarokba vezette.
Tanulmányozzák matematikai kurzusokon. A nyálkagomba-aggregáció parciális differenciálegyenletekkel közelíthető természetes folyamat.

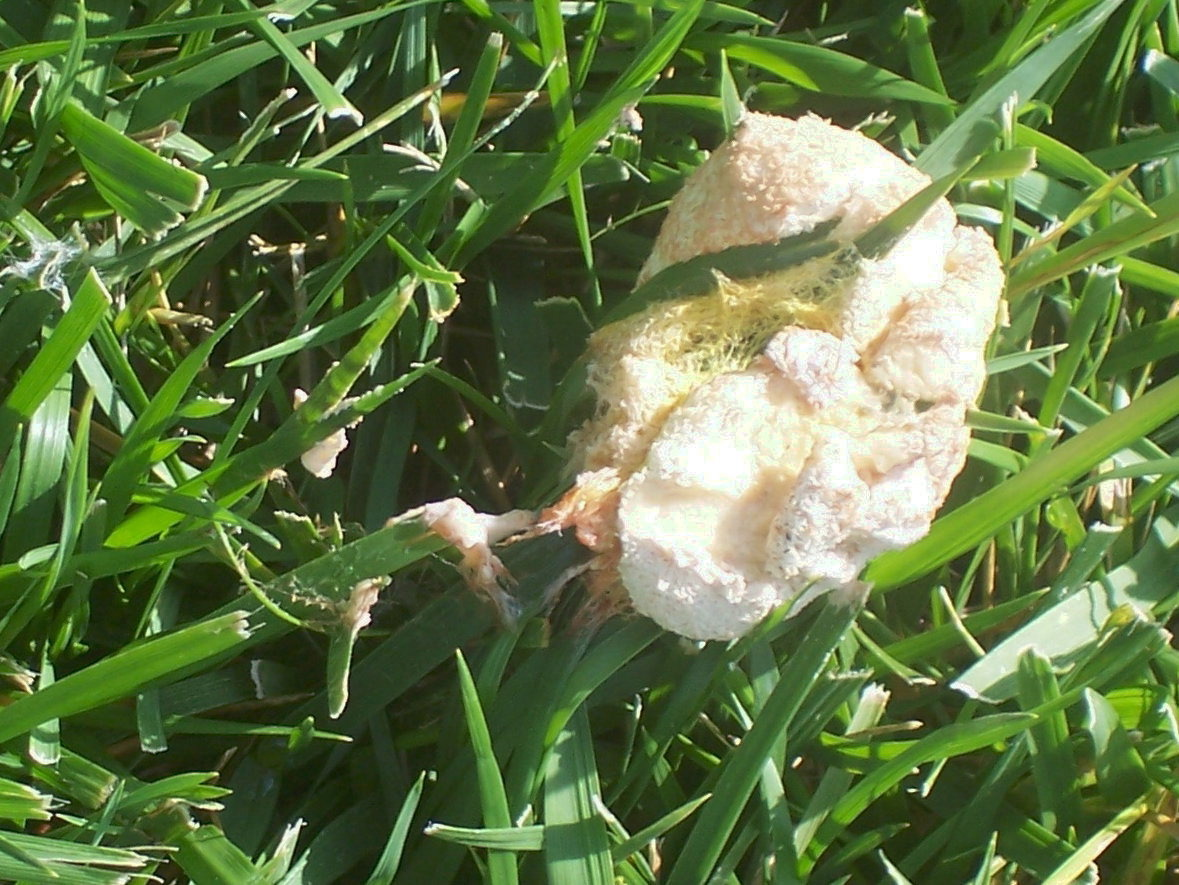
Nyálkagomba a füvön (USA). A mozgáspálya látható.
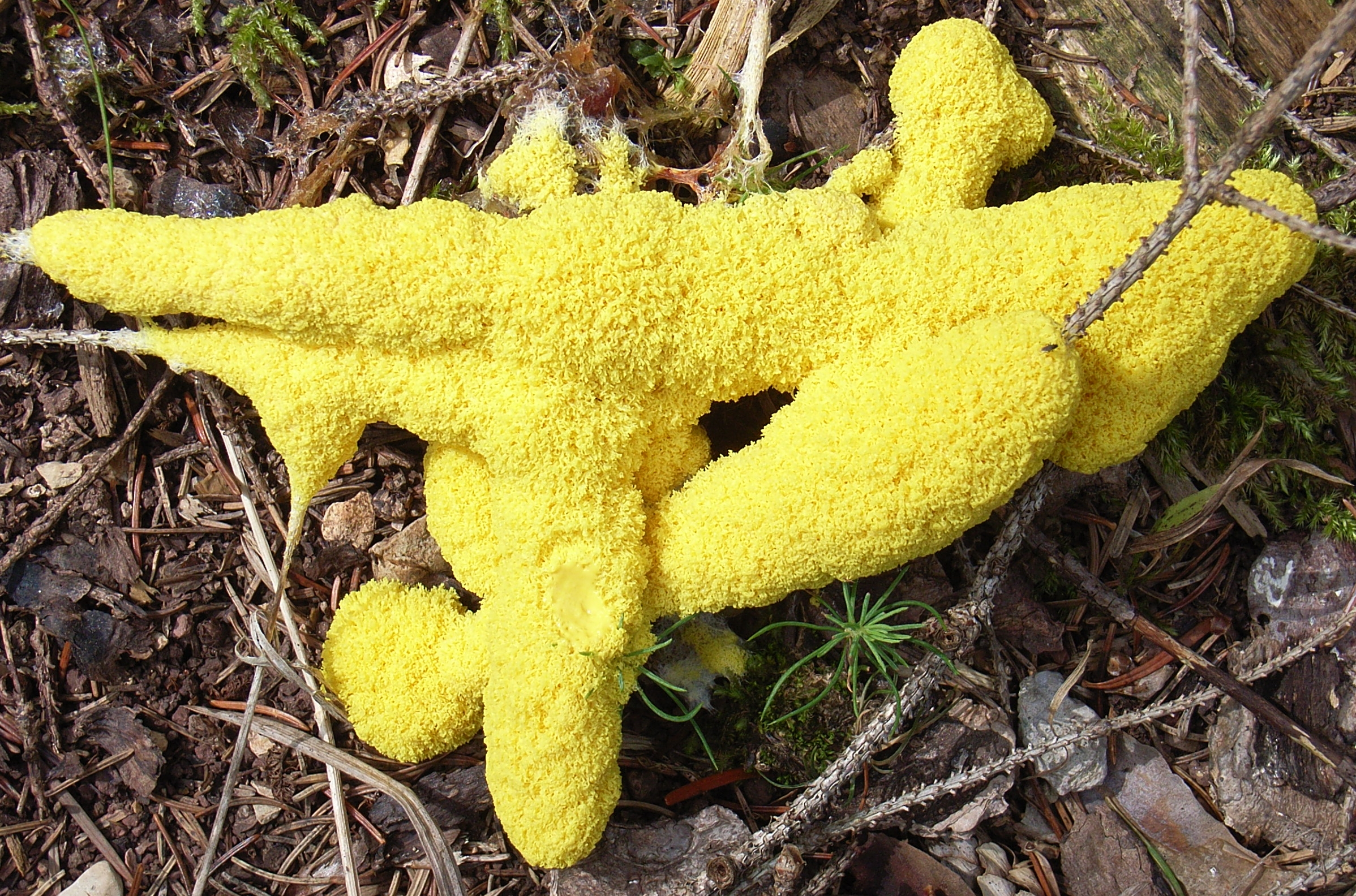
Fuligo septica.
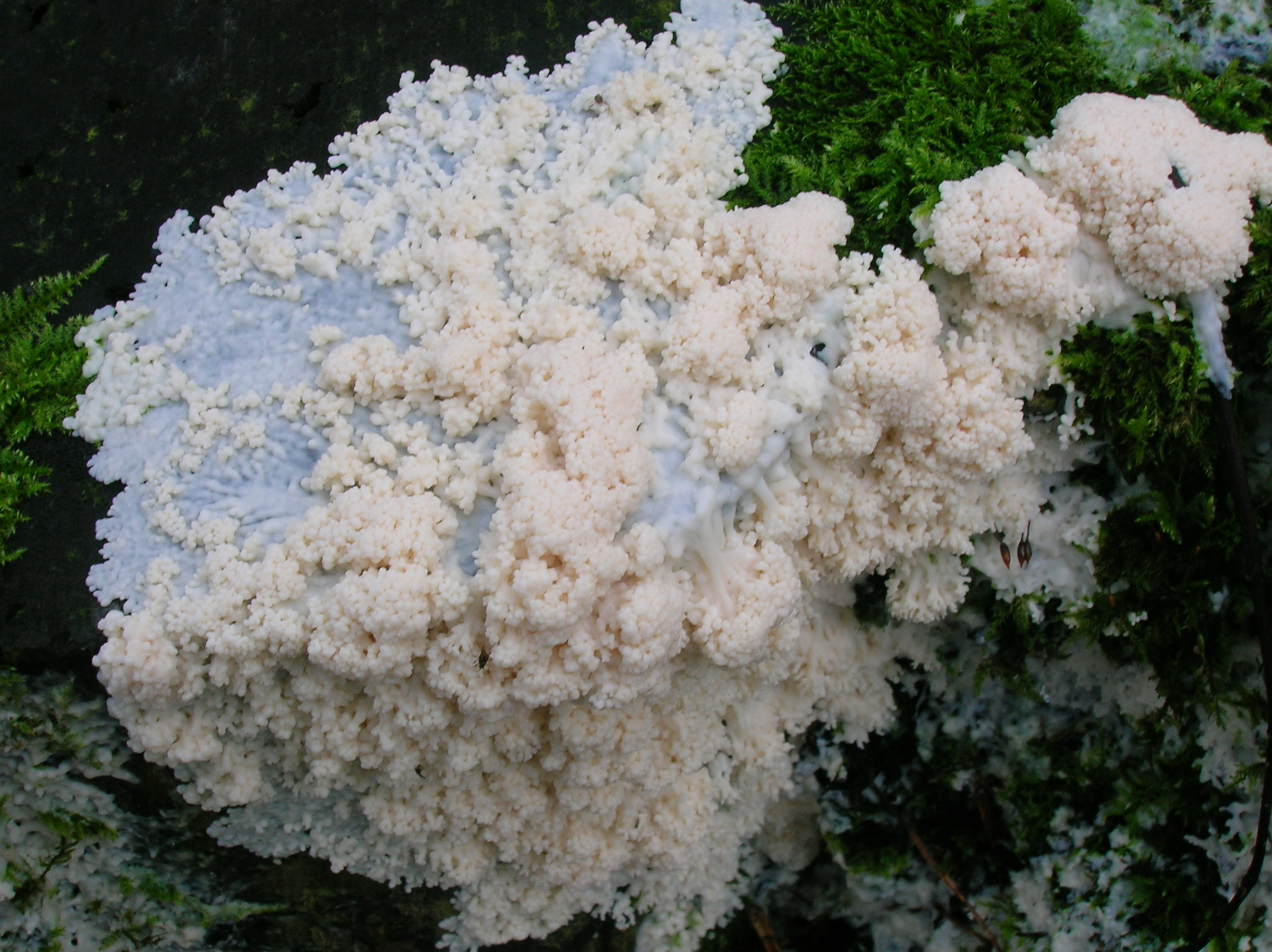
Brefeldia maxima-plazmódium Skóciában.
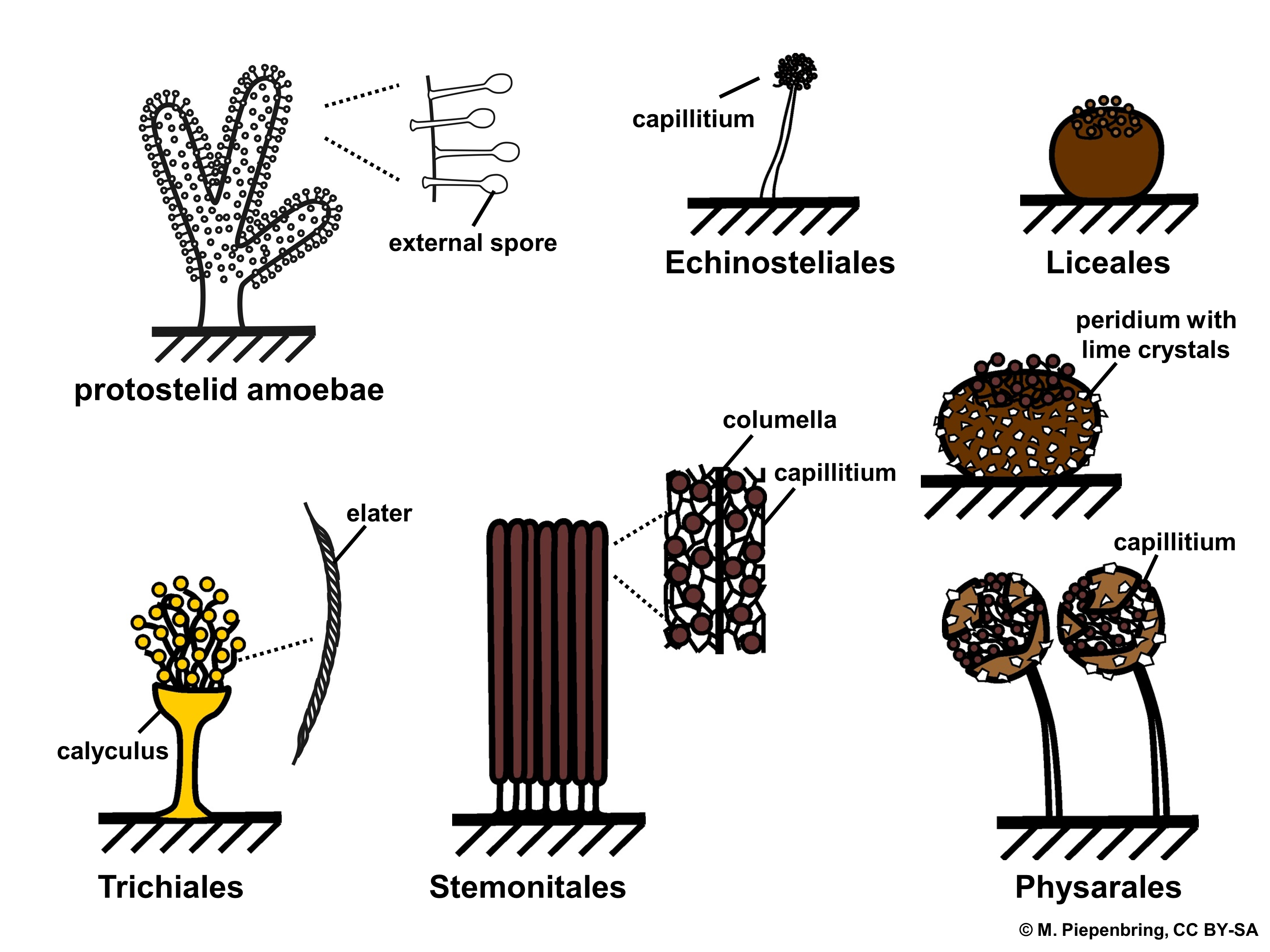
A Protosteliales és a Myxogastria spórangiumtípusai (Echinosteliales, Liceales, Trichiales, Stemonitales, Physarales)

## Genetika
A Mycetozoa 5 tef génje jelentős kodontorzítást mutat – a Protostelia és a Physarum szekvenciái a csendes kodonhelyeken 74–75%, a Dictyosteliuméi 32–34% GC-tartalmúak. Az EF-1α molekuláris filogenetikai elemzése a Mycetozoát monofiletikusnak tekintette, míg rRNS-alapúak alapján polifiletikus és korán vált el a többi eukariótacsoporttól.

### Meiózis
A Mycetozoa ivaros szaporodása hetero- vagy homotallikus. A Dictyostelium discoideum genomjának elemzése a 44 tesztelt génből 36 jelenlétét mutatta ki. Egyikük, a Spo11 nem volt jelen a Mycetozoában, megkérdőjelezve annak univerzális szerepét a meiózisindításban.

## Fordítás
Ez a szócikk részben vagy egészben  a   Mycetozoa című angol Wikipédia-szócikk ezen változatának fordításán alapul.  Az eredeti cikk szerkesztőit annak laptörténete sorolja fel. Ez a jelzés csupán a megfogalmazás eredetét és a szerzői jogokat jelzi, nem szolgál a cikkben szereplő információk forrásmegjelöléseként.